# سيرو (جنس)
السيرو أو السّارُويَّة (الاسم العلمي: Capricornis) جنس من الثدييات متوسطة الحجم تشبه الظباء أو تشبه الماعز. يتألف هذا الجنس من ستة أنواع تعيش كلها في وسط وشرق آسيا.

## أنواع
- سيرو ياباني، Capricornis crispus
- سيرو تايواني، Capricornis swinhoei
- سيرو سومطري، Capricornis sumatraensis
- سيرو صيني، Capricornis milneedwardsii
- سيرو أحمر، Capricornis rubidus
- سيرو الهيمالايا، Capricornis thar